# توماس هيكس
توماس هيكس (بالإنجليزية: Thomas Hicks)‏ (و. 1876 – 1952 م) هو عداء مراثوني، وعداء مسافات طويلة، ومنافس ألعاب قوى أمريكي، ولد في برمينغهام، شارك في الألعاب الأولمبية الصيفية 1904، توفي في وينيبيغ، عن عمر يناهز 76 عاماً.

## روابط خارجية
- توماس هيكس على موقع اللجنة الأولمبية الدولية (الإنجليزية)
- توماس هيكس على موقع أوليمبيديا (الإنجليزية)